# Lewisit

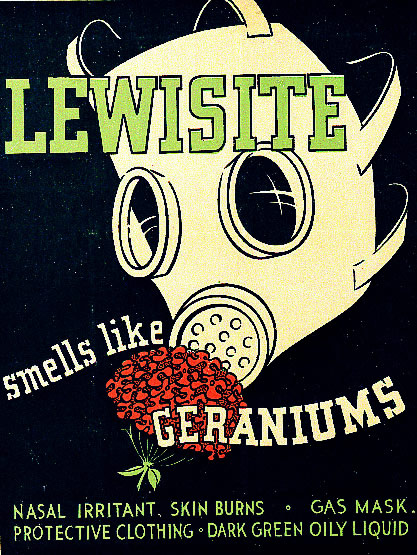
Druhoválečný identifikační plakát Lewisitu.

Lewisit (systematický název 2-chlorethenyldichlorarsan) je organická sloučenina arsenu odvozená od arsanu. Vyráběla se v USA a Japonsku jako chemická zbraň (zpuchýřující a dráždivá látka). Čistý lewisit je kapalina bez barvy a zápachu, nečistý má však žlutou až hnědou barvu a specifický pach, který byl popisován jako vůně pelargonií.

## Chemické reakce
Lewisit se připravuje adicí chloridu arsenitého na acetylen:
AsCl3 + C2H2 → ClCHCHAsCl2
S vodou lewisit (podobně jako jiné chloridy arsenu) hydrolyzuje za vzniku kyseliny chlorovodíkové:
ClCHCHAsCl2 + 2 H2O → ClCHCHAs(OH)2 + 2 HCl
Tato reakce probíhá rychleji v zásaditých roztocích, kdy vzniká jako vedlejší produkt jedovatý (ale netěkavý) arsenitan sodný.

## Účinky
Lewisit snadno proniká oděvem i gumou. Při kontaktu s kůží způsobuje okamžitou bolest a svědění s vyrážkou a otokem. Během asi 12 hodin se vytvoří velké, kapalinou naplněné puchýře (podobně jako při expozici yperitu). Vzniká těžké poleptání. Při vstřebání dostatečného množství může dojít k systémové otravě s nekrózou jater a k smrti.
Při vdechování způsobuje pálivou bolest, kýchání, kašel, zvracení, případně plicní edém. Při požití vyvolává silnou bolest, nauzeu, zvracení a poškození tkáně. Vniknutí do oka má za následek bodavou bolest, silné podráždění až zpuchýřování a zjizvení rohovky. Mezi celkové příznaky patří neklid, slabost, snížená teplota a nízký krevní tlak.

## Chemické složení
Lewisit se obvykle vyskytuje ve směsi s lewisitem 2 (bis(2-chlorethenyl)chlorarsan) a lewisitem 3 (tris(2-chlorethenyl)arsan).

## Japonské zásoby lewisitu v Číně
V polovině roku 2006 se Japonsko dohodlo s Čínou na likvidaci zásob lewisitu v severovýchodní Číně, které tam zanechala japonská armáda během druhé světové války. Za posledních dvacet let došlo k úmrtím v souvislosti s náhodnou expozicí lewisitu z těchto zásob.

## Protijed (detoxikace)
Jako protijed byl za druhé světové války britskými biochemiky vyvinut dimerkaprol neboli BAL (British anti-Lewisite). Tato látka je i v současnosti používána k detoxikaci při otravách arsenem, rtutí, zlatem, olovem a jejich jedovatými sloučeninami a dalšími jedovatými kovy a jejich jedovatými sloučeninami.